# CC Андромеды
CC Андромеды (лат. CC Andromedae) — одиночная переменная звезда в созвездии Андромеды на расстоянии приблизительно 1313 световых лет (около 403 парсеков) от Солнца. Видимая звёздная величина звезды — от +9,46m до +9,19m.

## Характеристики
CC Андромеды — жёлто-белая пульсирующая переменная звезда типа Дельты Щита (DSCT) спектрального класса F3IV-V. Масса — около 1,98 солнечной, радиус — около 3,04 солнечных, светимость — около 22,506 солнечных. Эффективная температура — около 7400 K.